# Богоматір Стамбула
«Богоматір Стамбула» (англ. The Virgin of Stamboul) — американська драма режисера Тода Броунінга 1920 року.

## Сюжет
Ахмет Бей, турецький вождь, ловить одну з його численних дружин в зраді і вбиває її коханця. Викинувши стару дружину, він викрадає в свій гарем безневинну дівчину. Однак, відважний американець, який любить її приходить їй на допомогу.

## У ролях
- Прісцилла Дін — Сарі
- Вілер Окман — капітан Карлайл Пембертон
- Воллес Бірі — Шейх Ахмет Хамід
- Клайд Бенсон — його емісар
- Е. Елін Воррен — Юсеф Бей
- Найджел Де Брулір — капітан Кассан
- Едмунд Бернс — Гектор Барон
- Євгенія Форде — Агія — мати Сарі
- Етель Річі — Реша — невірна дружина
- Івет Мітчелл — незначна роль